# Sylvia Eugenia Derbez
Sylvia Eugenia Derbez  es una actriz mexicana de televisión.

## Carrera
Inició su carrera en 1993 en la telenovela Tenías que ser tú de ahí siguió participando en algunas novelas y en Televiteatros es hasta 1995 que le ofrecen protagonizar la telenovela Morelia donde comparte créditos con Arturo Peniche y Cecilia Bolocco, esta telenovela se convertiría en un hit en América Latina y le daría fama y reconocimiento internacional. Más adelante protagoniza la telenovela Los hijos de nadie donde compartiría créditos con Ramón Abascal y Yolanda Andrade siendo esta la última telenovela que realiza en Televisa. En 1999 se cambia a TV Azteca y antagoniza la telenovela Romántica obsesión. Luego obtiene en 2001 un papel estelar en la telenovela Cara o cruz y en 2003 vuelve a las villanas y antagoniza la telenovela La hija del jardinero donde comparte créditos con Mariana Ochoa. En 2006 regresa a las telenovelas y viaja a Colombia participando en la exitosa telenovela La hija del mariachi donde comparte créditos con Carolina Ramírez y Mark Tacher.

## Telenovelas
- Tenías que ser tú  1993 - Roxana
- Prisionera de amor 1994 - Mariana
- Morelia  1995 - Morelia Solorzano Ríos / Morelia Montero Iturbide / Amanda Weiss
- Tú y yo (telenovela) 1996 - Yolanda
- Los hijos de nadie 1997 - Verónica
- Soñadoras 1998 - Rosa Ruíz Castañeda
- Romántica obsesión 1999 - Tamara
- Cara o cruz 2001 - Cony
- La hija del jardinero 2003 - Consuelo Alcántara de Sotomayor

- Datos: Q6136753